# Cyclosa curiraba
Cyclosa curiraba là một loài nhện trong họ Araneidae.
Loài này thuộc chi Cyclosa. Cyclosa curiraba được Herbert Walter Levi miêu tả năm 1999.